# Zitterauer Tisch
Zitterauer Tisch är ett berg i Österrike.   Det ligger i distriktet Sankt Johann im Pongau och förbundslandet Salzburg, i den centrala delen av landet, 280 km sydväst om huvudstaden Wien. Toppen på Zitterauer Tisch är 2 463 meter över havet.
Terrängen runt Zitterauer Tisch är bergig. Närmaste större samhälle är Bad Gastein, 4,2 km öster om Zitterauer Tisch. 
I omgivningarna runt Zitterauer Tisch växer i huvudsak blandskog. Runt Zitterauer Tisch är det ganska glesbefolkat, med 45 invånare per kvadratkilometer.